# Museum Eccel Kreuzer

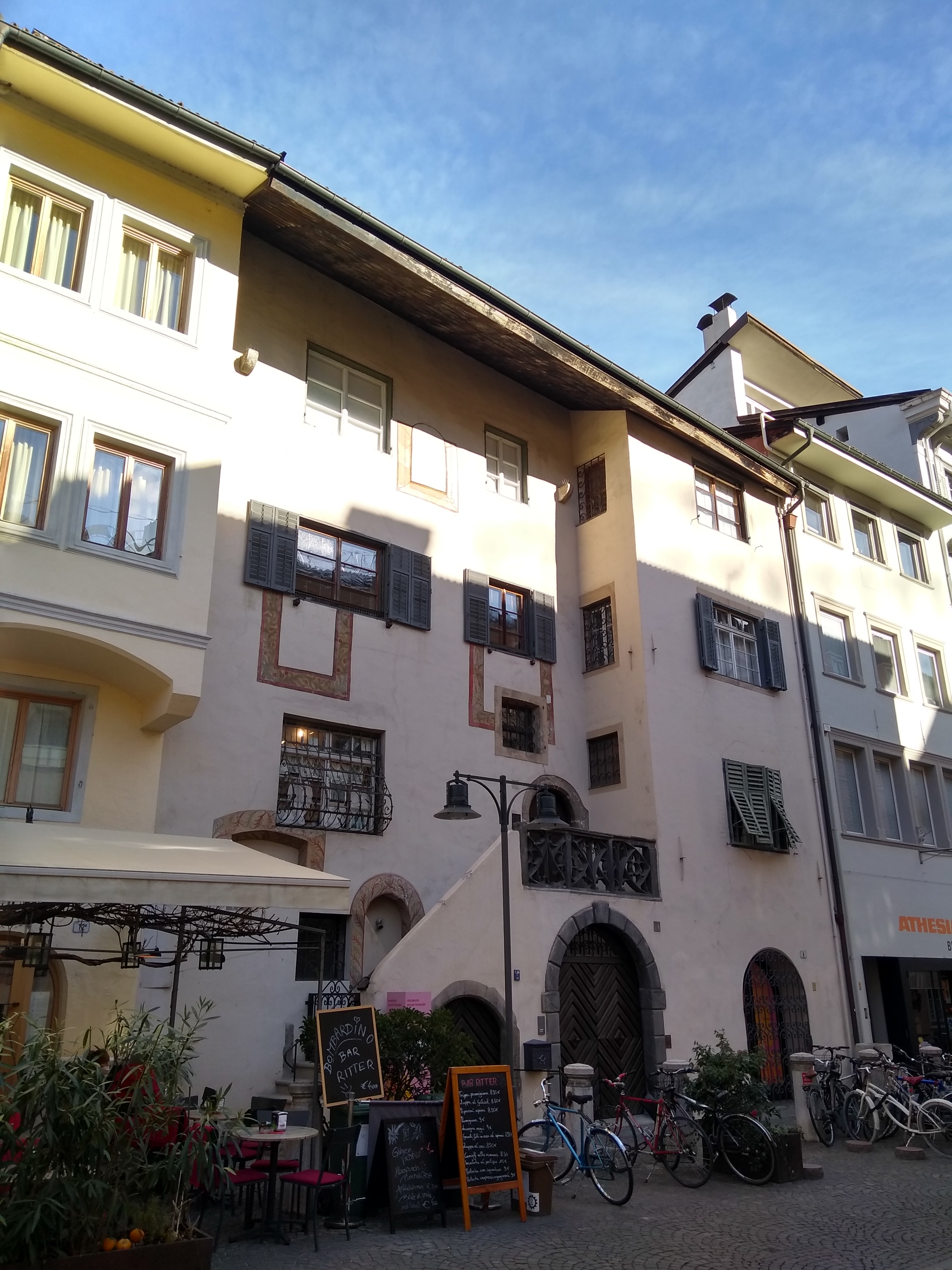
Das Gebäude des Museums Eccel Kreuzer in der Bozner Silbergasse

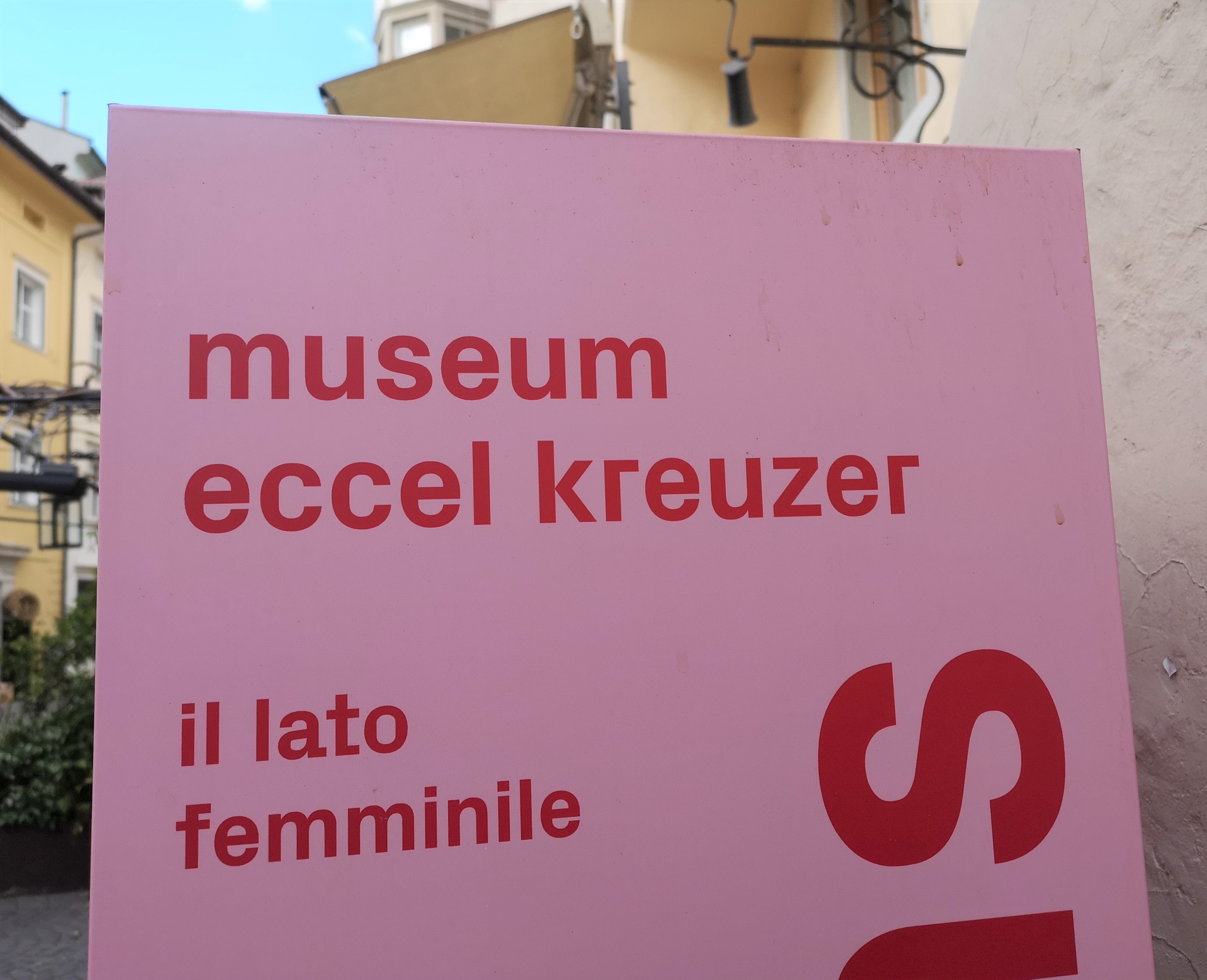
Das Logo des Museums an der Stele in der Silbergasse

Das Museum Eccel Kreuzer ist ein öffentliches Kunstmuseum in der Südtiroler Landeshauptstadt Bozen. Es bietet eine Dauerausstellung mit rund 1500 modernen und zeitgenössischen Kunstwerken von über 300 Künstlerinnen und Künstlern aus Südtirol, dem Trentino und dem Bundesland Tirol. Daneben finden auch Wechselausstellungen statt.

## Geschichte
Der Grundstock der im Haus gezeigten Sammlung geht auf die Tätigkeit von Friedrich Eccel und seiner Frau Hilde Eccel Tapfer zurück. Im Textilhandel tätig, begannen sie in den 1950er Jahren zeitgenössische Kunst mit einem Schwerpunkt auf Malerei zu sammeln. Ihre gemeinsame Tochter, die Kunstkritikerin Eva Eccel, und deren Ehemann, der Richter Josef Kreuzer, erweiterten in der Folge die Kunstsammlung. Nach der Trennung des Paars in den 1990ern baute Josef Kreuzer, dem der Großteil des heutigen Bestandes zugefallen war, die Sammlung nochmals wesentlich aus, mit einem Fokus auf die Malerei der Moderne aus dem gesamten Gebiet der historischen Grafschaft Tirol.
Im Jahr 2016, wenige Wochen vor seinem Tod am 15. Jänner 2017, vermachte Josef Kreuzer seine Sammlung zusammen mit dem ihm ebenfalls zugefallenen „Eccel“-Haus in der Bozner Altstadt dem Land Südtirol mit der Auflage, innerhalb von sechs Jahren dort ein Museum einzurichten und dieses mindestens 30 Jahre lang zu betreiben.
In der Folge wurde das Gebäude mit Mitteln des Landes Südtirol restauriert und 2019 als Museum eröffnet. Es handelt sich dabei um ein schmales, aber über 50 m langes Patrizierhaus zwischen den Lauben (Nr. 45) und der Silbergasse (Nr. 10–12), das im Laufe der Zeit aus ursprünglich drei einzelnen Baukörpern zum heutigen Bestand mit drei Lichthöfen zusammenwuchs. Während die romanischen Kernbauten aus dem 13. Jahrhundert stammen, geht das heutige Erscheinungsbild, darunter auch die markante Fassade zur Silbergasse mit Stiegenaufgang und Maßwerkbrüstung, auf Ausbautätigkeiten der Gotik und Renaissance zurück. Die Dachgeschoße wurden in der zweiten Hälfte des 20. Jahrhunderts zu Wohnzwecken adaptiert, wobei eines von Othmar Barth geplant wurde. 2020 wurde das junge Museum organisatorisch in die Südtiroler Landesmuseen eingegliedert.

## Sammlung
Zahlreiche Werke liegen von drei Künstlern vor, mit denen die Familien Eccel und Kreuzer jahrzehntelang freundschaftlich verbunden waren: Karl Plattner, Hans Ebensperger und Peter Fellin. Andere bekannte Namen aus der Sammlung sind beispielsweise Albin Egger-Lienz, Fortunato Depero, Max Weiler und Esther Stocker.

## Film
- Der Kunst ihr Haus. Die Sammlung Eccel Kreuzer. Regie: Adina Guarnieri. Rai Südtirol, 2022.